# Lipnik (Republika Serbska)
Lipnik (cyr. Липник) – wieś w Bośni i Hercegowinie, w Republice Serbskiej, w gminie Gacko. W 2013 roku liczyła 214 mieszkańców.